# 파크스 캐나다

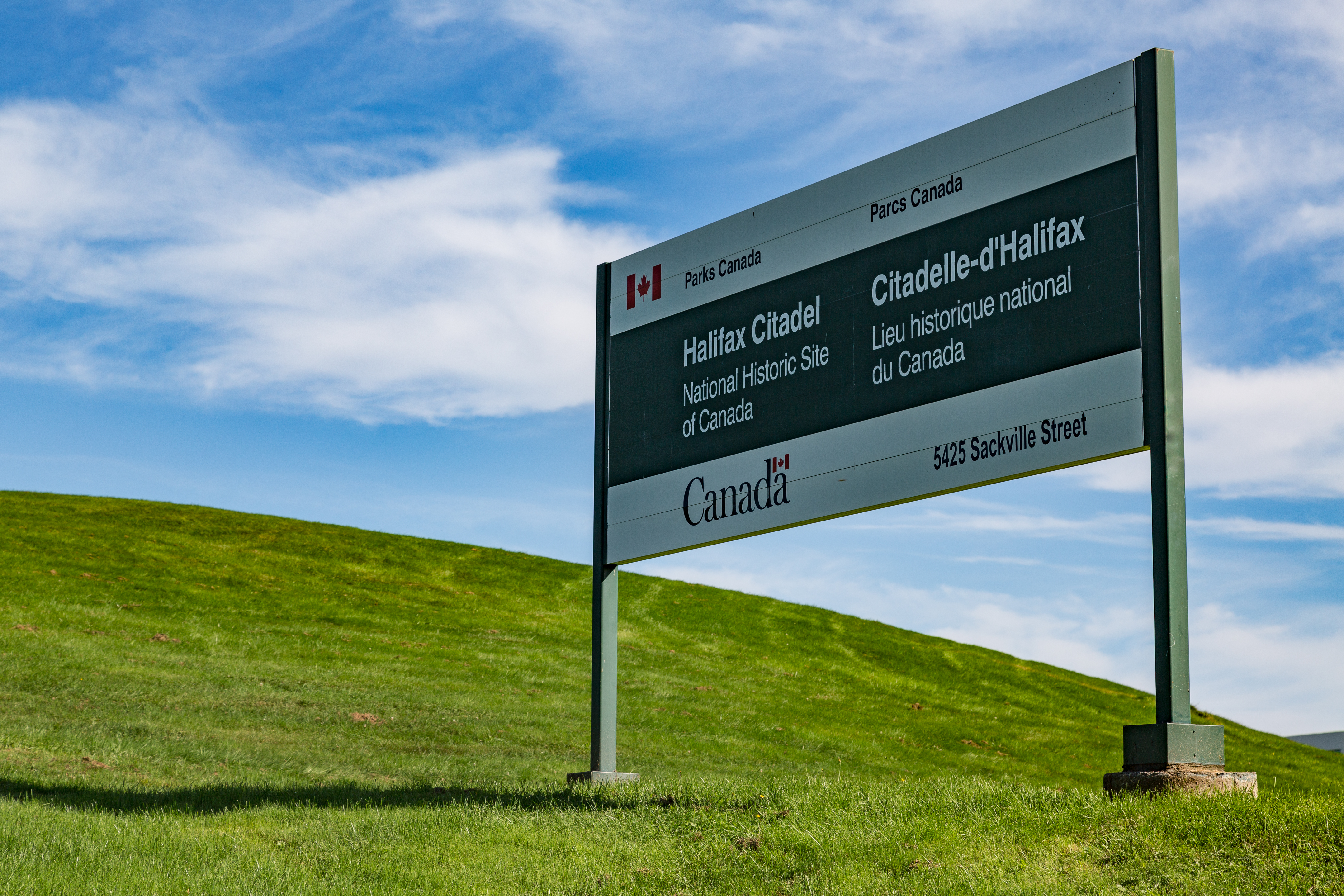

파크스 캐나다(영어: Parks Canada, 프랑스어: Parcs Canada)는 캐나다의 국립공원을 관리하는 정부 기관이다. 본부는 오타와에 위치하고 있으며 직원은 약 4천명이다. 1911년에 설립된 세계 최초의 국립공원 관리 조직이다. 현재 환경부의 관할하에 있다. 국립 공원법은 1930년에 제정되었다.

## 같이 보기
- 미국 국립공원관리청